# Andreas Gärtner

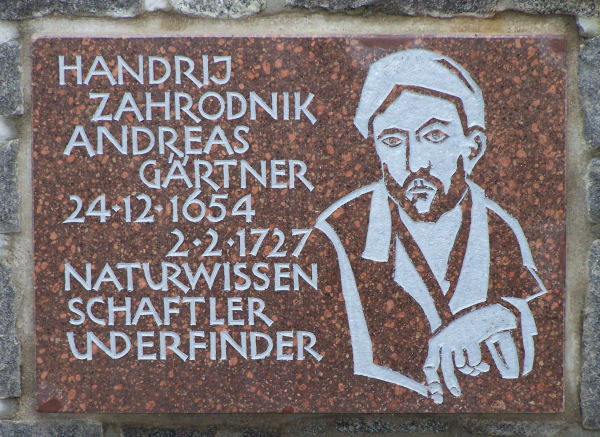
Tablica upamiętniająca Handrija Zahrodnika

Andreas Gärtner (w języku górnołużyckim Handrij Zahrodnik, ur. 24 grudnia 1654 w Chwaćicach koło Großdubrau, zm. 2 lutego 1727 w Dreźnie) – górnołużycki przyrodnik, wynalazca, projektant i twórca urządzeń technicznych i pomiarowych (zegary i przyrządy astrologiczne) na dworze saksońskim w Dreźnie.

## Życiorys

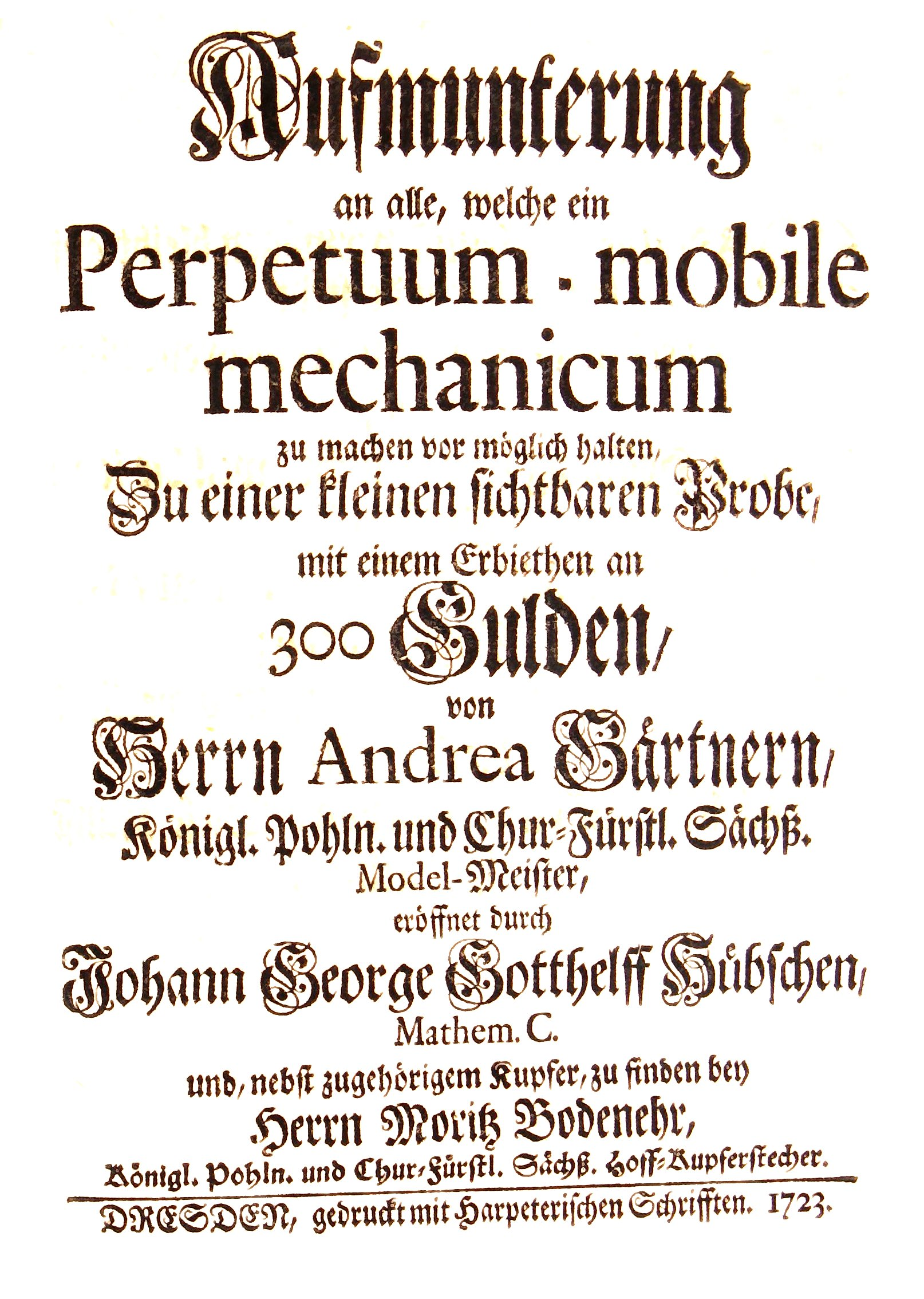
Strona tytułowa Aufmunterung an alle, welche ein perpetuum mobile mechanicum ...

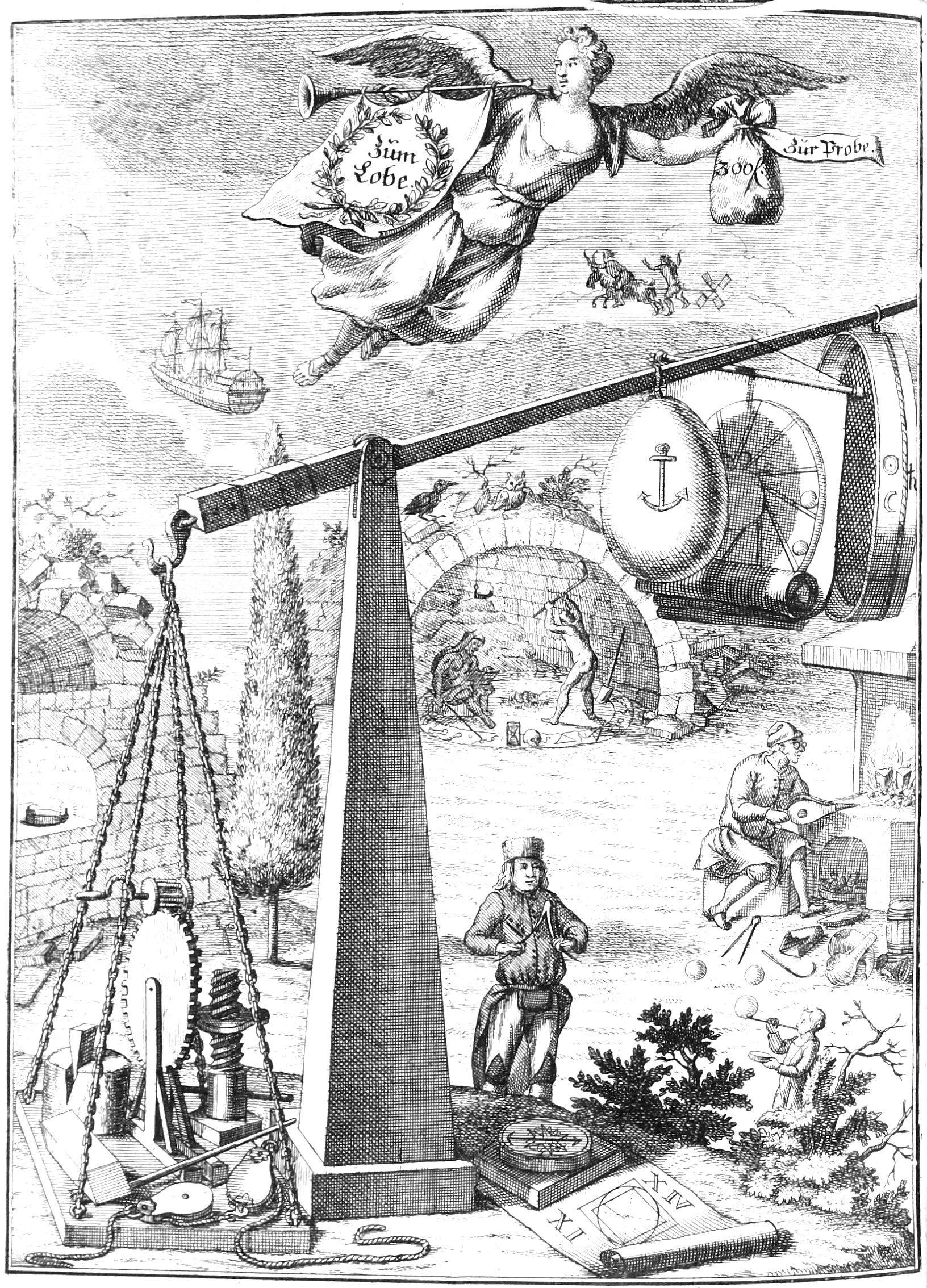
Ilustracja z Aufmunterung ...

Zawodu stolarza początkowo uczył się na miejscu, następnie w Bolonii we Włoszech, skąd wrócił w 1686 roku do Drezna. W karierze dopomogły mu rodzinne koneksje z zatrudnionymi na dworze stolarzami: Johannem Gärtnerem oraz Johannem Andreasem Gärtnerem.
Po wyrobieniu dokumentów mistrzowskich został dworskim mechanikiem i majstrem modelarstwa. Konstruując zegary i astronomiczne przyrządy pomiarowe musiał zapoznać się z ówczesną astronomią. Około roku 1700 zbudował dla Augusta Mocnego zegar który wokół głównej tarczy pokazywał na 360 dodatkowych małych tarczach czas w różnych strefach czasowych. Można go do dziś oglądać w drezdeńskim pałacu Zwinger. Ten uniwersalny zegar ma 238 cm wysokości, 149 cm szerokości oraz głębokość 67 cm. Około 1710 r. zbudował z drewna, blachy i szkła poprawiające oświetlenie pomieszczenia odblaskowe lustro (wys. 162 cm). Skonstruował też wodotrysk podnoszący wodę na wysokość 16 m oraz obsługującą 3 piętra windę, którą zainteresował się rosyjski car. Swoimi konstrukcjami wśród współczesnych zyskał miano "saskiego Archimedesa".
Napisał też wydaną w 1723 r. książkę pod tytułem Aufmunterung an alle, welche ein perpetuum mobile mechanicum, zu machen vor möglich halten zu einer kleinen sichtbaren grobe mit einem Erbiethen an 300 gulden. Opowiada się w niej za niemożliwością skonstruowania wiecznej maszyny. Problem pojawił się kilka lat wcześniej, kiedy to pewien oszust usiłował od Augusta wyłudzić pieniądze za swoją "cudowną" maszynę, poruszaną przez ukrytego, zaufanego człowieka. Oszustwo się wydało lecz idea została i wyznaczono nagrodę 300 guldenów dla konstruktora. Gärtner brał udział w budowie pierwszego perpetuum dla oszusta (nie był wtajemniczony) i później tym zadaniem interesował się przez dłuższy czas, w efekcie powstała książka.